# Línea 63 (AMDET)
La línea 63  fue el servicio de trolebús urbano ofrecido por el ente público de transporte de Montevideo, que unía Ciudadela con el Buceo.

## Creación
Fue creada el 1 de diciembre de 1950 por la Administración Municipal de Transporte, uniendo la Estación del Buceo con la Ciudadela. El 22 de julio de 1951 con la adquisición de los primeros trolebuses, el servicio pasa a ser servido únicamente por trolebuses. En 1954 su recorrido es extendido hacia Malvin. Dejó de operar en 1968, como  consecuencia de la situación deficitaria del ente público.

## Recorrido original
| Ida - Ciudadela - Mercedes - Eduardo Acevedo - Guayabo - Rivera - Comercio - Verdi - Asturias - Buceo | Retorno - Buceo - Asturias - Rivera - Juan A. Rodríguez - Colonia - Ciudadela - Ciudadela |